# 護卵鏢鱸
護卵鏢鱸為輻鰭魚綱鱸形目鱸亞目河鱸科的其中一種，分布於美國的淡水流域，體長可達7.4公分，棲息在水流緩慢、礫石底質的溪流。